# Montecchio della Pozzanghera
Montecchio della Pozzanghera o Montecchio del Loto (indicato comunemente con il solo appellativo di Montecchio) è una frazione del comune di Cortona (AR), situata in collina ad ovest di Cortona e conta una popolazione di circa 2 000 abitanti.
Caratteristiche sono le classiche leopoldine abitazioni coloniche in stile toscano, adagiate sui poggi della frazione.

## Galleria d'immagini

Immagini di Montecchio
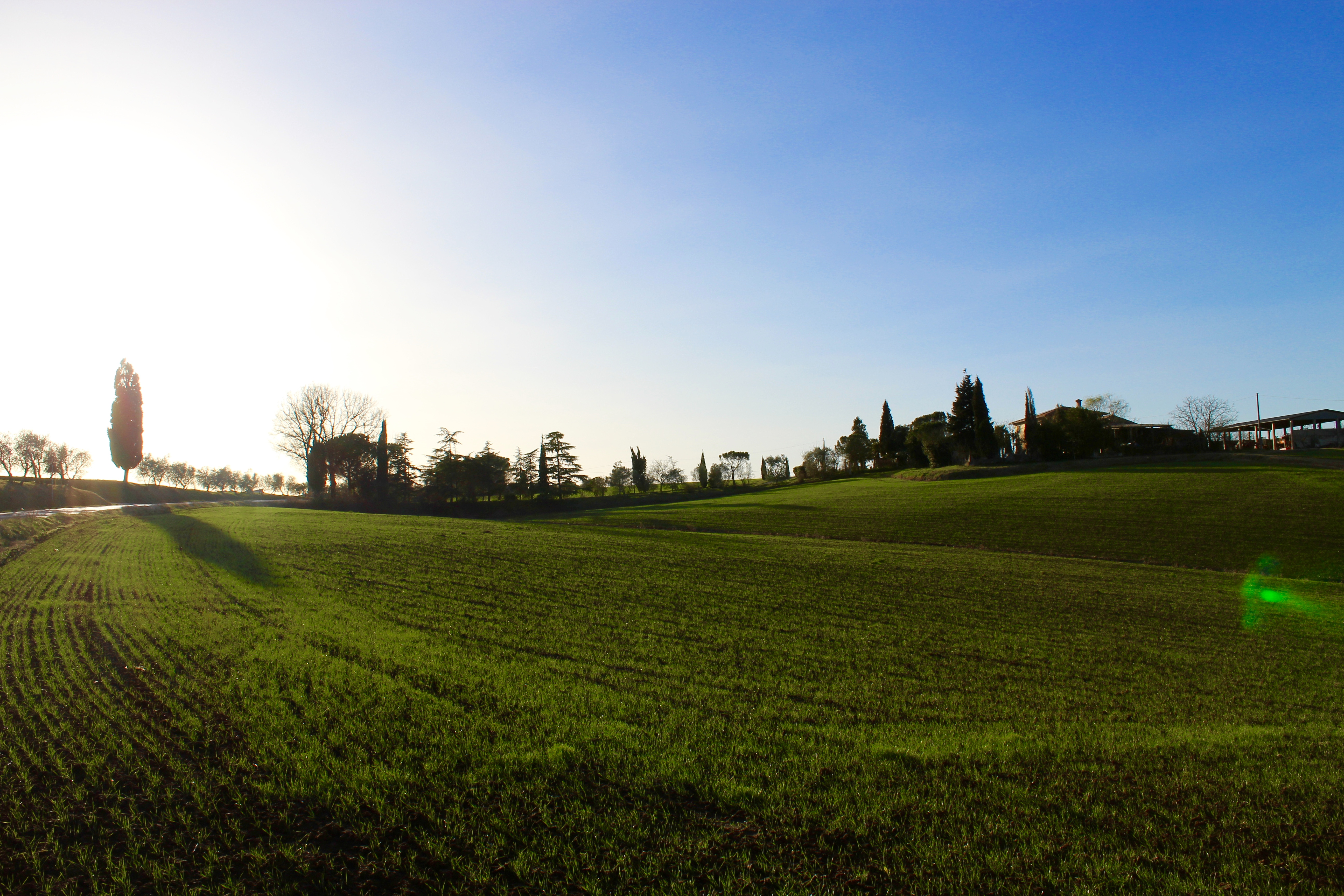
Collina a Montecchio del Loto
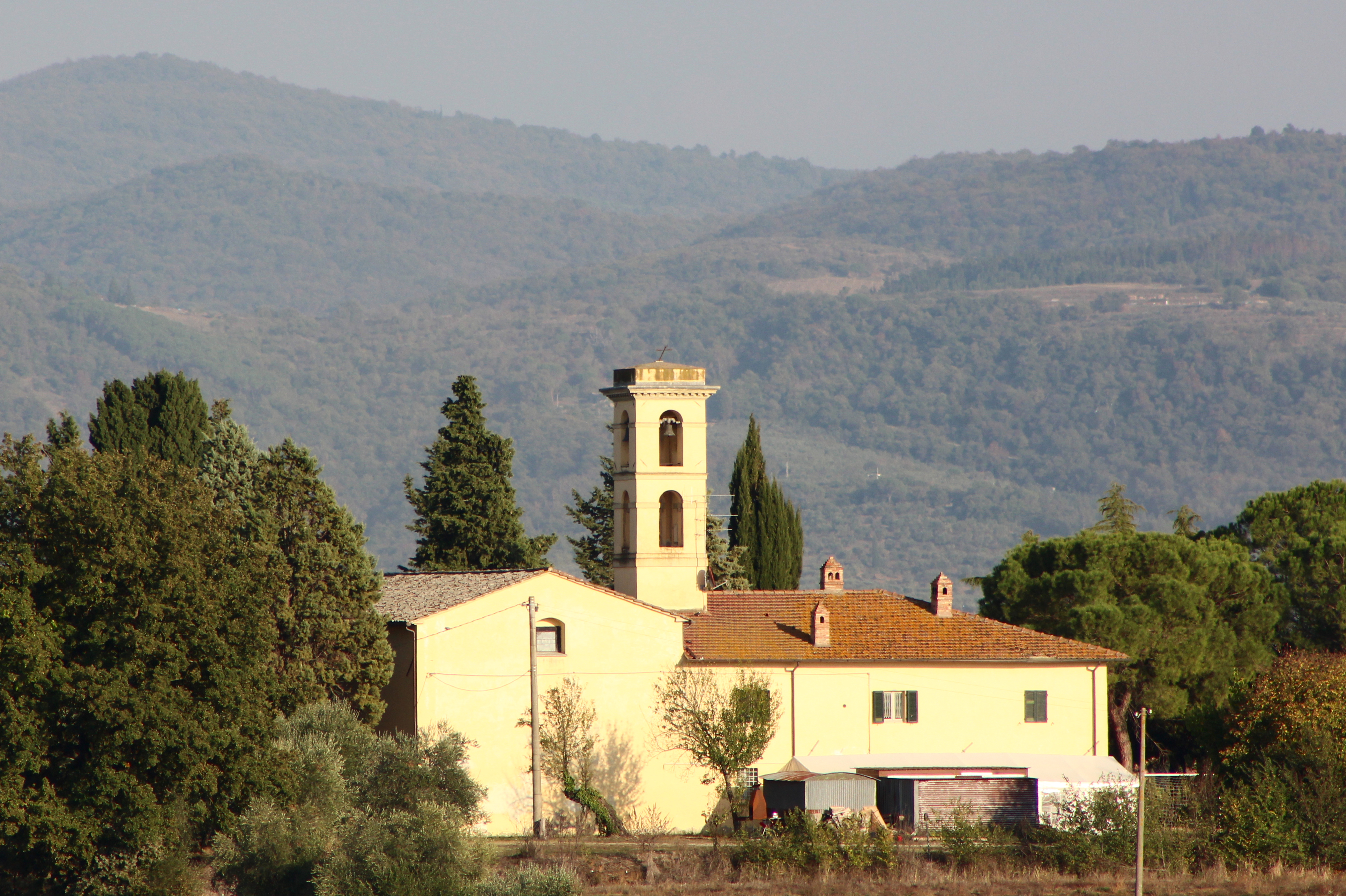
La chiesa di San Cristoforo